# Grönt HBTQ-nätverk
Grönt HBTQ-nätverk är ett nätverk inom Miljöpartiet de Gröna för HBTQ-frågor. Fram till 2007 hette nätverket Gaygröna och därefter en tid Queergröna. Som ett sätt att mobilisera inför Europaparlamentsvalet 2014 omstartades nätverket under nuvarande namn. Nätverkets syfte är att stärka partiets utveckling av politik på HBTQ-området, men driver också opinion kring HBTQ-frågor tillsammans med de övriga riksdagspartiernas HBTQ-organisationer.